# Goera spicata
Goera spicata là một loài trong họ Goeridae. Chúng phân bố ở miền Cổ bắc.